# Aquiles Serdán

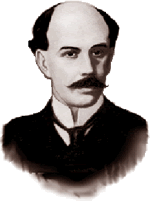
Aquiles Serdán.

Aquiles Serdán Alatriste (Puebla, 1 de novembro de 1876 - 18 de novembro de 1910) foi um político revolucionário do México, opondo-se a Porfirio Díaz, militando no Partido Antirreeleicionista de Francisco Madero a partir de 1909. Na sua cidade natal funda clandestinamente o jornal La No Reelección e um clube antirreeleicionista.
Foge para os Estados Unidos após as eleições de 1910, sendo posteriormente encarregado por Madero de liderar a revolta, com início agendado para 20 de novembro, em Puebla. Em 17 de novembro de 1910, o governador do estado de Puebla recebe informações de que Madero havia apelado aos seus apoiantes para que iniciassem a revolta no dia 20 de novembro.

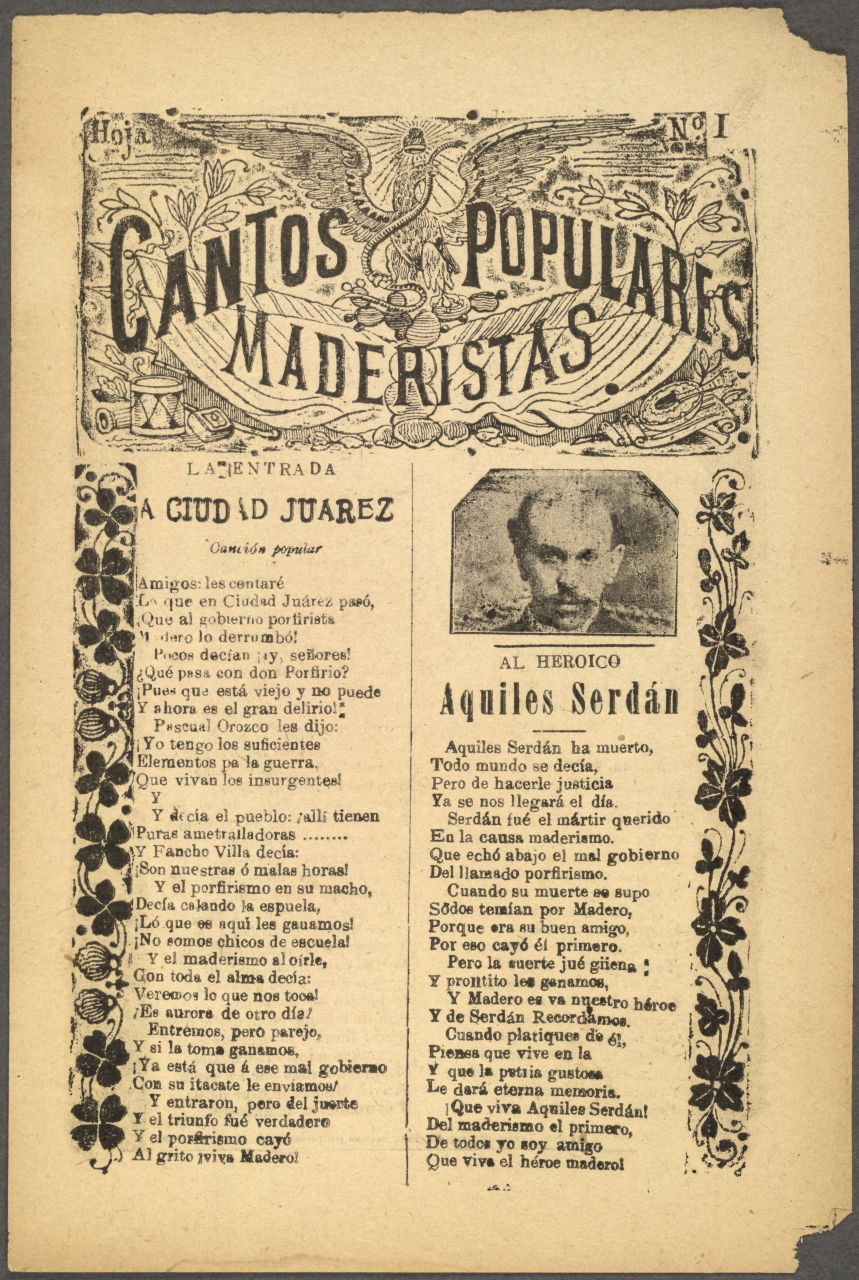
Cantos Populares Maderistas:Al heroico Aquiles Serdán ("Ao Heróico Aquiles Serdán")

Na manhã do dia 18 de novembro, um grupo polícias sob comando do general Miguel Cabrera, tenta assaltar a casa de Serdán, entretanto convertida em arsenal.. Juntamente com o seu irmão Máximo, a sua irmã Carmen, sua esposa e sua mãe, e um amigo da família, resiste ao assalto da polícia, sendo a casa então sitiada por cerca de 400 soldados e 100 polícias. Escondeu-se na cave, onde acabaria por ser encontrado e assassinado. É considerado um dos primeiros a dar a sua vida pela causa da Revolução Mexicana.

## Honras
Aquiles Serdán foi nomeado Benemérito de la Patria pelo presidente Abelardo L. Rodríguez mediante decreto de 11 de novembro de 1932, e desde então o seu nome está gravado com letras de ouro nos muros da  Cámara de Diputados.
A casa de Serdán foi depois convertida no Museu Regional da Revolução Mexicana.

## Filmografia
Parte de sua história é contada na série El Encanto del Águila (2011), uma série de Televisa e El Mall com 13 capítulos que relata os acontecimentos que marcaram a época da Revolução Mexicana, produzida por Bernardo Gómez, Leopoldo Gómez e Pedro Torres e dirigida por Mafer Suárez y Gerardo Tort. Seu personagem é interpretado pelo ator Alfonso Herrera.